# Kim Il-sung

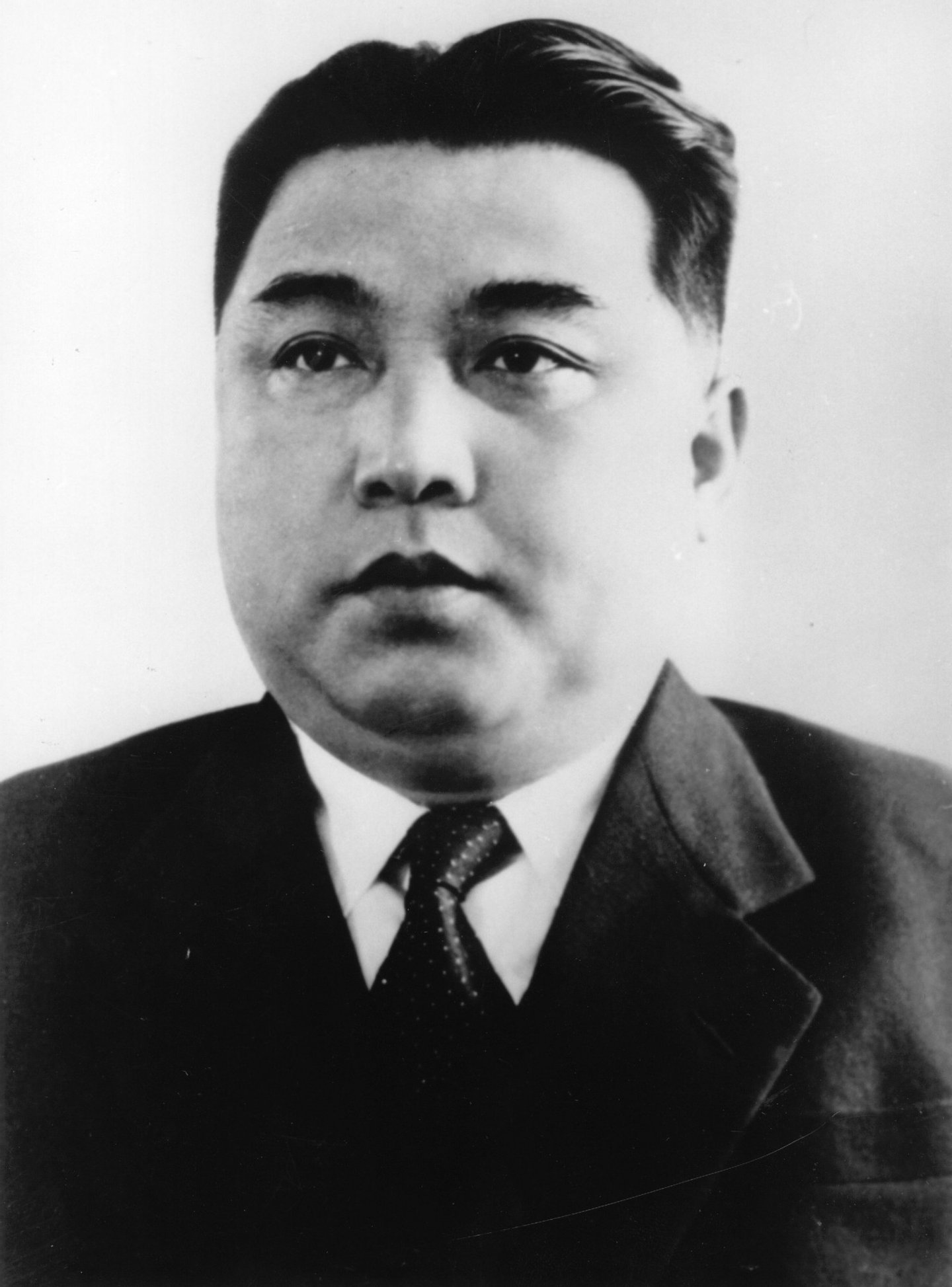
Kim Il-sung 1950

Kim Il-sung (auch Kim Il Sung, koreanisch 김일성, nach alter Transkription Kim Ir-sen; * 15. April 1912 als Kim Song-chu in Mankeidai, Chōsen, damals Japanisches Kaiserreich; † 8. Juli 1994 in Pjöngjang) war ein nordkoreanischer Politiker, der die Chuch’e-Ideologie vertrat und von 1948 bis 1994 der stalinistische Diktator Nordkoreas war.
Als „Ewiger Präsident“ gilt er über den Tod hinaus als De-jure-Staatschef Nordkoreas. In der nordkoreanischen Propaganda wird er als der „Große Führer Genosse Kim Il-sung“ (위대한수령김일성동지 Widaehan Suryŏng Kim Il Sŏng Tongji) bezeichnet.
Nach seinem Tod wurde sein Sohn Kim Jong-il oberster Machthaber Nordkoreas. Dieser verstarb 2011 und wurde von seinem Sohn Kim Jong-un als Staatschef beerbt. Teilweise wird daher bei der Familie Kim von der ersten „kommunistischen Dynastie“ gesprochen.

## Leben

### Herkunft und Kindheit

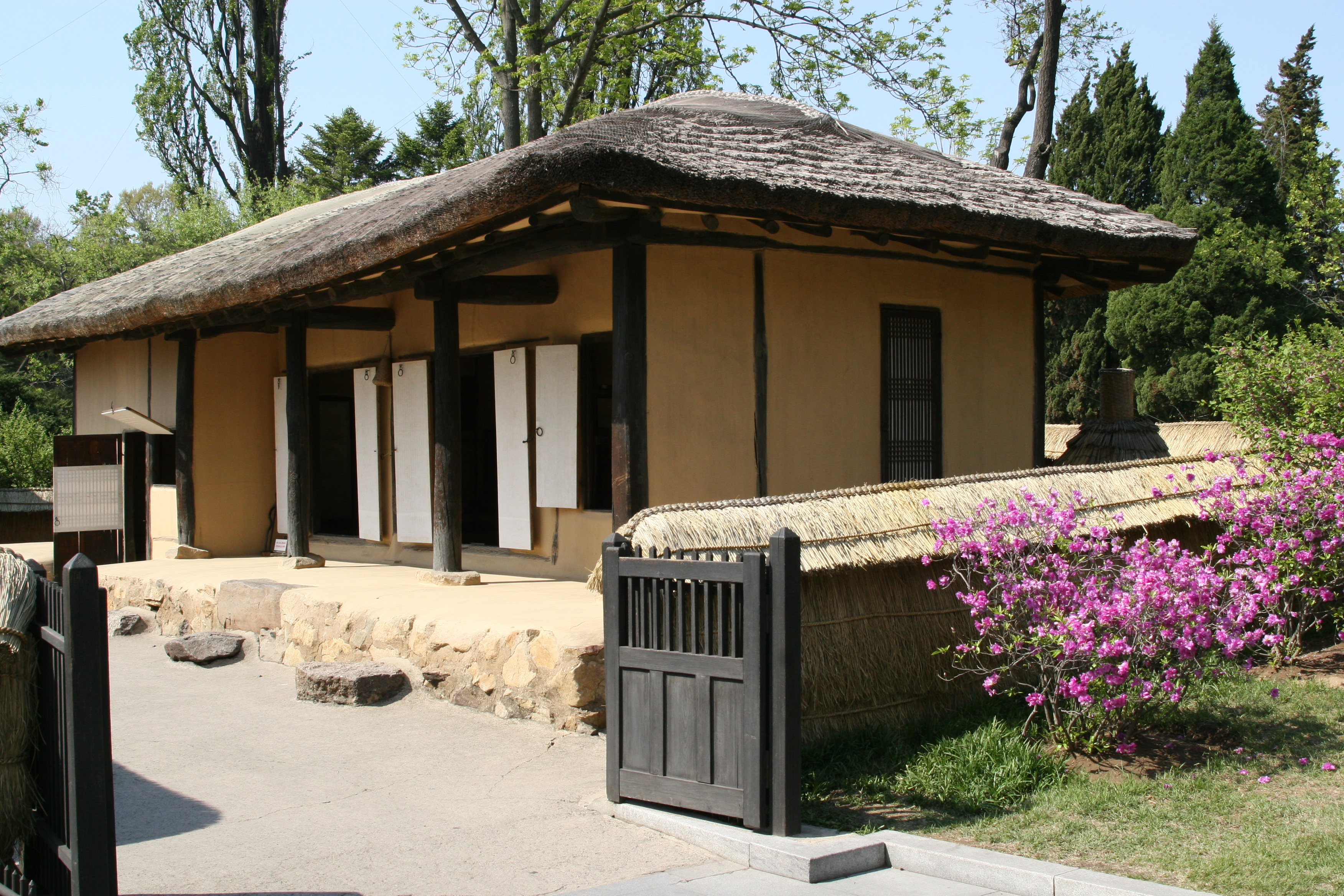
Geburtshaus von Kim Il-sung in Mangyŏngdae

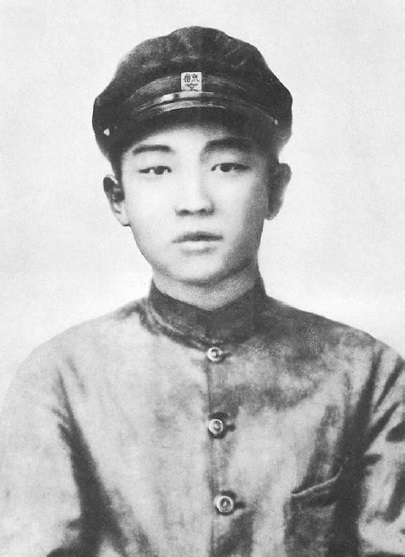
Kim Il-sung im Jahr 1927

Kim Il-sung wurde 1912 unter dem Namen Kim Song-chu in Mankeidai in der Nähe von Heijō (Pjöngjang) geboren. Sein Vater Kim Hyong-jik (* 10. Juli 1894; † 5. Juni 1926) arbeitete zeitweise als Lehrer, seine Mutter Kang Pan-sok (* 21. April 1892; † 31. Juli 1932) war die Tochter eines protestantischen Geistlichen. Beide waren gläubige Protestanten, sein Vater war vorübergehend aktiv in der Mission tätig. Kim Il-sung hatte noch zwei jüngere Brüder und eine Schwester. Sein Bruder Kim Chol-ju soll nach nordkoreanischen Angaben 1935 im bewaffneten Kampf gegen die Japaner ums Leben gekommen sein. Sein Bruder Kim Yong-ju (1920–2021) bekleidete in Nordkorea zeitweise hohe Funktionen. Im Dezember 1993 wurde er von Kim Il-sung zum Vize-Präsidenten ernannt. Von seiner Schwester Kim Den-suk ist nur bekannt, dass sie Anfang der 1950er Jahre in Leningrad studierte.
Um 1920 emigrierte die Familie, die in der Provinz Chōsen (entspricht dem zehn Jahre zuvor unter Annexion ins japanische Staatsgebiet eingegliederten Korea) des Japanischen Kaiserreiches in großer Armut lebte, in die Mandschurei, die seit dem 19. Jahrhundert verstärkt von Koreanern besiedelt wurde. Kim absolvierte hier den größten Teil seiner siebenjährigen Schulausbildung und lernte Chinesisch und Russisch. 1927 soll er gemäß offiziellen koreanischen Quellen bis zum August des folgenden Jahres einen antijapanischen Jugendverband und revolutionären Bauernverband und zwei weitere Organisationen gegründet haben. Dies ist zumindest nicht belegbar und auch wegen seines zu diesem Zeitpunkt noch geringen Alters eher unwahrscheinlich. So wies 1933 kein Bericht der japanischen Geheimdienste auf Aktivitäten von Kim Il-sung hin. Jedoch trat er einer marxistischen Gruppe bei und wurde nach deren Aushebung 1929 als 17-Jähriger verhaftet. Nach seiner Freilassung schloss er sich der antijapanischen Partisanenbewegung an.

### Namenswechsel
Wie andere Partisanenkämpfer nahm er in den 1930er Jahren den Kampfnamen „Kim Il-sung“ an (il hat die Bedeutung Sonne). Teilweise kursierte das Gerücht, dass er den Namen eines anderen anti-japanischen Guerillaführers angenommen hätte, um sich dessen Ruhm zu eigen zu machen. Für die Existenz dieses angeblichen anderen Heerführers gibt es jedoch keine historischen Belege. Die meisten Nordkoreaner kannten auf diese Weise bereits früh seinen Namen und die Geschichten über seine vermeintlichen Heldentaten. Der Name „General Kim Il-sung“ legte so bereits vor Gründung der DVRK den Grundstein für den Personenkult, der um den nordkoreanischen Führer betrieben wird.

### Politische Tätigkeit

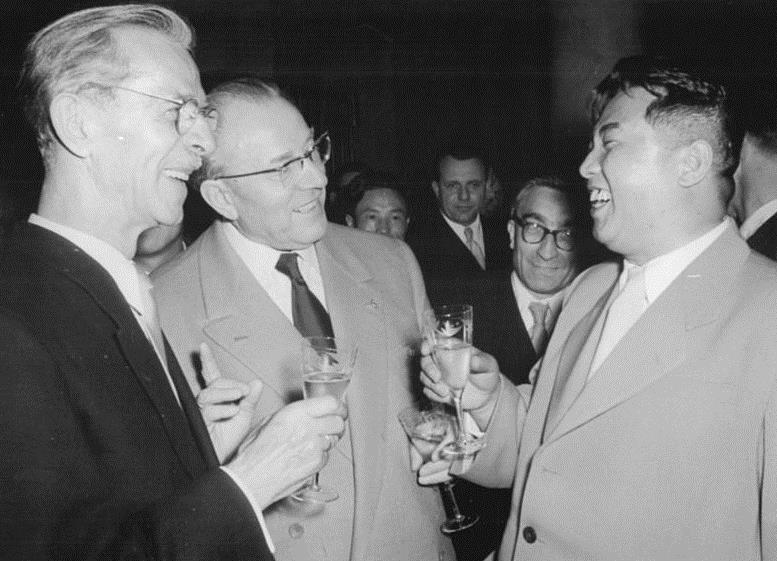
Kim zusammen mit dem Maler Otto Nagel und Ministerpräsident Otto Grotewohl während eines Empfanges in der DDR im Jahr 1956

Kim Il-sung wurde im Jahre 1935 Politkommissar in der „Vereinigten Nordöstlichen Antijapanischen Armee“. Am 4. Juni 1937 führte er, nunmehr als Kommandeur der 6. Division, einen Überfall gegen die von Japanern betriebene Polizeistation Pochonbo unweit der Nordgrenze von Nordkorea. Dieser Angriff von 180 koreanischen Partisanen gegen 30 Polizisten ist auf einem Panorama im Armeemuseum von Pjöngjang als „Schlacht von Pochonbo“ dargestellt. Nordkorea erklärt, dass sich in den 1930er Jahren am Hakudō-Massiv im Nordteil des Landes die Operationsbasis des Generals Kim Il-sung befand. Als Beleg dafür werden über das ganze Land verteilte so genannte Losungsbäume angeführt. Auf ihren Stämmen sind Schriften zu sehen, die angeblich in der Zeit bis 1945 entstanden sind und die auf eine antijapanische Partisanenbewegung und ihr Hauptquartier am Hakudōsan hinweisen. Diese Beweise werden von westlichen Wissenschaftlern bezweifelt; seit 1956 ist diese Gegend weitgehend durch 800 km politische Exkursionswege und Denkmäler erschlossen. Auch eine Sommerresidenz des „ewigen Präsidenten“ befindet sich dort. Ende der 1930er Jahre hörten die ohnehin seltenen Vorstöße koreanischer Partisanen, welche von Mandschukuo aus operierten, auf. Bis 1945 wurde in Chōsen nicht gekämpft.
1940 zog sich Kim Il-sung mit anderen Partisanen wegen des verstärkten Drucks der japanischen Kolonialmacht in die Sowjetunion zurück. Der genaue Zeitpunkt ist ungeklärt. Anfang 1941 nahm er an einer Kommandeurschulung der Roten Armee an der Okeanskaja-Feldschule nahe Wladiwostok teil. Danach lebte er in Gesellschaft anderer koreanischer Emigranten in Chabarowsk, wo bis zu den 1930er Jahren viele dieser Personen gelebt hatten, die von Josef Stalin jedoch nach Kasachstan und Usbekistan umgesiedelt worden waren. Im Dorf Wjatskoje bei Chabarowsk wurde zu dieser Zeit aus koreanischen Partisanen die 88. Schützenbrigade der Roten Armee gebildet. Von 1943 bis 1944 war er als Hauptmann der Roten Armee Bataillonskommandeur in der 88. Schützenbrigade der II. fernöstlichen Armee in der Primorje-Region.
In der Sowjetunion wurde 1941 Kims Sohn Juri, der spätere Kim Jong-il, geboren. Seine Mutter, Kim Jong-suk, war ebenfalls eine koreanische Partisanin. Sie war Kim Il-sungs erste Frau. In Wjatskoje wurde 1944 Kims zweiter Sohn Shura (김수라/金受羅; Kim Man-il, 김만일/金萬一) und 1946 in Pjöngjang die Tochter Kim Kyŏng-hŭi geboren. Shura ertrank 1947 in einem Teich im Garten des väterlichen Hauses in Pjöngjang. Kim Jong-suk starb 1949. Nach ihrem Tod heiratete Kim Il-sung 1952 seine zweite Frau, Kim Song-ae, obwohl aufgrund des Koreakrieges keine feierliche Zeremonie stattfand. Sie waren bis zu seinem Tod 1994 miteinander verheiratet. Kim Il-sung hatte schon eine Affäre mit ihr, bevor seine erste Frau starb. Sie gebar 1953 eine Tochter (Kim Kyong-jin) und zwei Söhne: 1954 Kim Pyong-il und 1957 Kim Yong-il.
Ab 1944 wurden Kim und andere Koreaner in Chabarowsk von der sowjetischen Regierung gefördert, um sie auf eine führende politische Rolle im Nachkriegskorea vorzubereiten. Als im August 1945 Nordkorea gemäß den Absprachen der Konferenz von Jalta von sowjetischen Verbänden eingenommen wurde, setzte Kim im September mit dem Schiff „Pugatschow“ von Wladiwostok nach Wŏnsan über und erreichte am Ende des Monats Pjöngjang. Er war zunächst Mitarbeiter des Kommandanten der zukünftigen nordkoreanischen Hauptstadt. Da die Sowjets in den ortsansässigen Kräften keine für sie annehmbaren Partner sahen wurde in Moskau beschlossen, den dort gut bekannten Kim Il-sung zum zukünftigen Regierenden des nördlichen Koreas aufzubauen. Zuvor war die Zusammenarbeit mit den örtlichen Nationalisten unter Cho Man-sik an politischen Differenzen gescheitert. Außerdem fanden die Sowjets keine verlässlichen Partner in den in Korea verbliebenen Kommunisten unter Pak Hon-yong, die einst starke Verbindungen der unter Stalin 1943 aufgelösten Kommunistischen Internationale hatten.

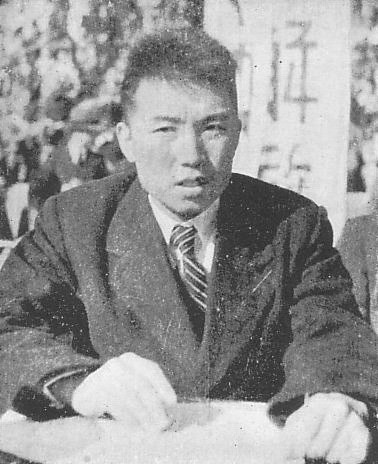
Kim Il-sung (1946)

Der erste öffentliche Auftritt Kims in Pjöngjang fand im Rahmen einer Kundgebung zu Ehren der Sowjetarmee am 14. Oktober statt. Im Februar 1946 wurde er Vorsitzender des Provisorischen Volkskomitees. Am 1. März 1946 überlebte er ein vom Süden initiiertes Attentat. Seit 1945 war Kim Chef der nordkoreanischen Sektion der gesamtkoreanischen KP. Im Frühjahr 1946 bildete sich hieraus die eigenständige KP Nordkoreas, die sich im Sommer mit der „Neuen Volkspartei“ zur Nordkoreanischen Arbeiterpartei vereinigte. Kim gab den Posten des Generalsekretärs an Kim Du-bong ab, blieb aber Chef der Administration und wurde am 17. Februar 1947 zum ersten nordkoreanischen Regierungschef bestimmt. Durch gezielte Säuberungen in Partei und Verwaltung begann Kim Il-sung, seine Macht auszubauen. Am 9. September 1948 rief er die Demokratische Volksrepublik Korea aus. Er selber wurde zum Ministerpräsidenten des neuen Staates gewählt. Nach der Vereinigung der nord- und südkoreanischen Kommunisten zur „Koreanischen Arbeiterpartei“ wurde er erneut Parteivorsitzender.

### Regierungszeit

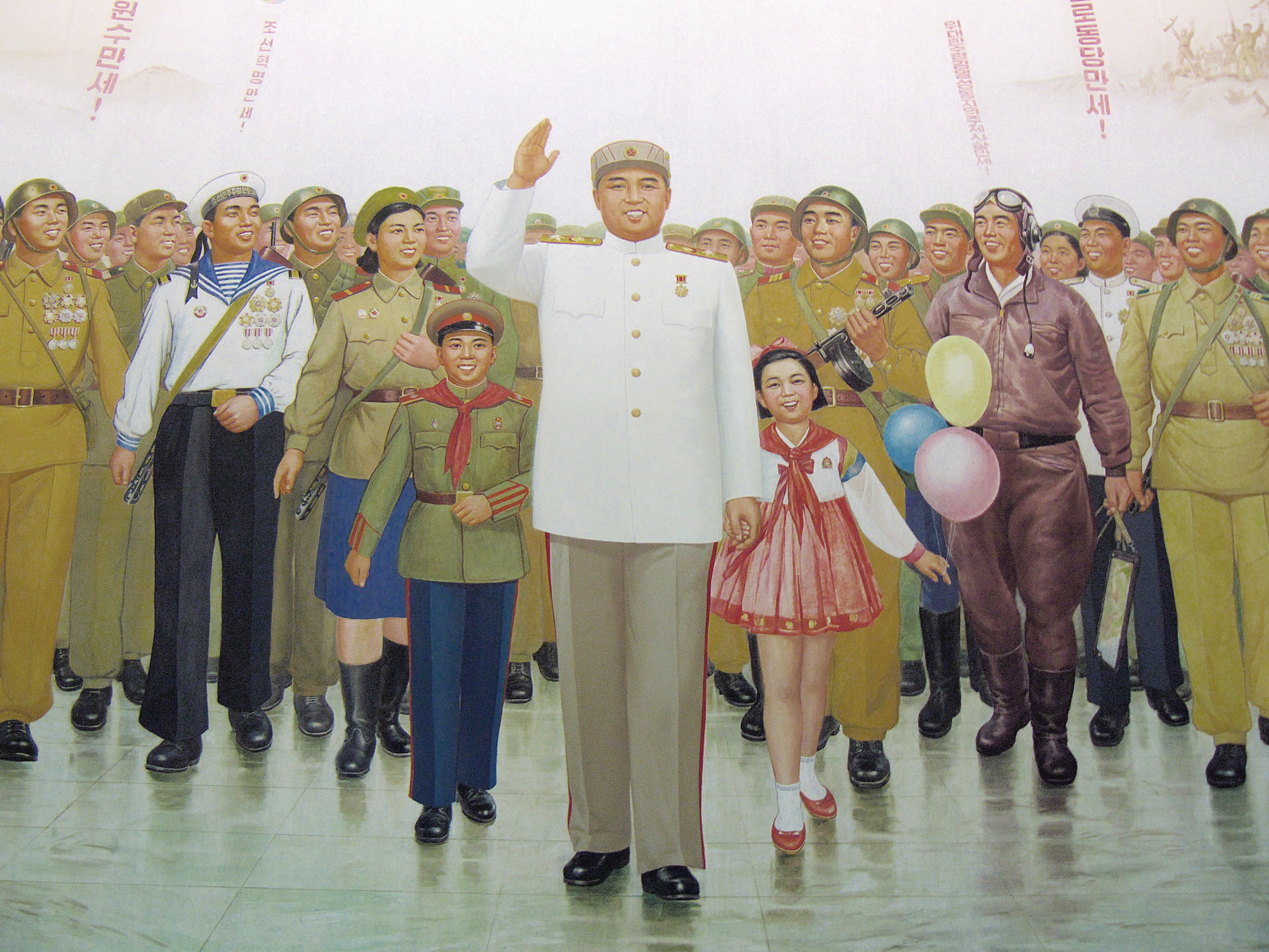
Personenkult um Kim Il-sung

Die Volksrepublik bildete einen Gegenpol zur westlich orientierten Republik Korea, die bereits im August 1948 im Süden des Landes von der amerikanischen Militärverwaltung ins Leben gerufen worden war. 1949 konnte Kim mit Hilfe Stalins seine Macht festigen. Am 25. Juni 1950 ließ er das militärisch schwache Südkorea angreifen, womit der bis 1953 andauernde Koreakrieg begann.
Kim war von Haus aus Soldat, er hatte sich nicht in die Politik gedrängt, auch war er nicht hochgebildet. Es gelang ihm nach dem Krieg, ein System nach sowjetischem Vorbild aufzubauen. Die Verehrung, die ihm entgegengebracht wurde, führte zu einem Personenkult. Bereits Ende der 1940er Jahre tauchte erstmals die Bezeichnung „Führer“ für ihn auf, eine Bezeichnung, die bis dahin innerhalb der kommunistischen Bewegung allein Lenin und Stalin vorbehalten war. Seine Bilder waren bald allgegenwärtig, und Porträts von ihm finden sich in jedem Haus. Die Verehrung seiner Statuen und Bildnisse (Verbeugen, Blumenniederlegung) trägt bereits religiöse Züge. Auch die Familie Kims wird in den Kult mit eingeschlossen. Dies bezieht sich nicht nur auf seinen Sohn und Nachfolger Kim Jong-il, sondern auch auf dessen 1949 verstorbene Mutter, Kims erste Ehefrau Kim Jong-suk. Kims Ahnen betreffend wird behauptet, er entstamme einer revolutionären Heldenfamilie. Sein Urgroßvater Kim Ung-u soll am Sturm auf das US-amerikanische bewaffnete Handelsschiff „General Sherman“ im Jahre 1866 teilgenommen haben. 1966 wählte man Kim Il-sung zum Generalsekretär der Partei der Arbeit Koreas und 1972 wurde er auf Grund einer Verfassungsänderung zum Staatspräsidenten ernannt.
Kims Chuch’e-Ideologie stellt die nationalen Werte Autarkie und Unabhängigkeit über die weltkommunistischen Interessen und sieht sich als wahrhaftige Fortführung des Marxismus. Es kann als ein marxistisch verbrämter Nationalismus gelten, der die jahrtausendealte Geschichte und Kultur des koreanischen Volkes in einen ausgeprägten Nationalstolz ummünzt. In den innerparteilichen Auseinandersetzungen zeigte sich dies in der Verfolgung internationalistisch gesinnter Kommunisten als „Kriecher“. In den 1950er und 1960er Jahren gab es unverkennbare Fortschritte in der Wirtschaftsentwicklung, wobei einseitig die Schwerindustrie bevorzugt wurde, die von der Bevölkerung als Erfolge des Systems anerkannt wurden. Die unablässig betonte Einheit des koreanischen Volkes und der Wunsch, dieses unter der Fahne des Nordens zu vereinen, prägte das Bewusstsein der Menschen nachhaltig. Dieser selbstständige Kurs erlaubte auch Kritik an der Sowjetunion und der Volksrepublik China, führte aber zugleich zu einer Isolation des Landes.
Die nordkoreanische Führung versucht, die Bevölkerung ideologisch in ihrem Sinn zu bilden, und verhindert mit Hilfe von Störsendern den Empfang von südkoreanischen Rundfunk- und Fernsehprogrammen, was aber auch von Südkorea praktiziert wird. Dies zeigt sich in der offiziellen Geschichtsschreibung des Landes. So sind die Biographie Kim Il-sungs und seine Familiengeschichte in weiten Teilen geschönt. Ähnlich dem Vorgehen unter Stalin wurden Informationen über ehemalige (verräterische) Weggefährten des „großen Führers“ aus der Geschichtsschreibung getilgt. Infolgedessen erscheint der Aufbau von Staat und Partei als Werk eines einzigen Mannes, Kim Il-sungs. Dissidenten wurden und werden in Nordkorea brutal und unerbittlich verfolgt. Kim errichtete als Gefängnisse „Umerziehungslager“, die vor allem der „Besserung durch Arbeit“ dienen.

### Nachfolgeregelung, Tod und Hinterlassenschaft

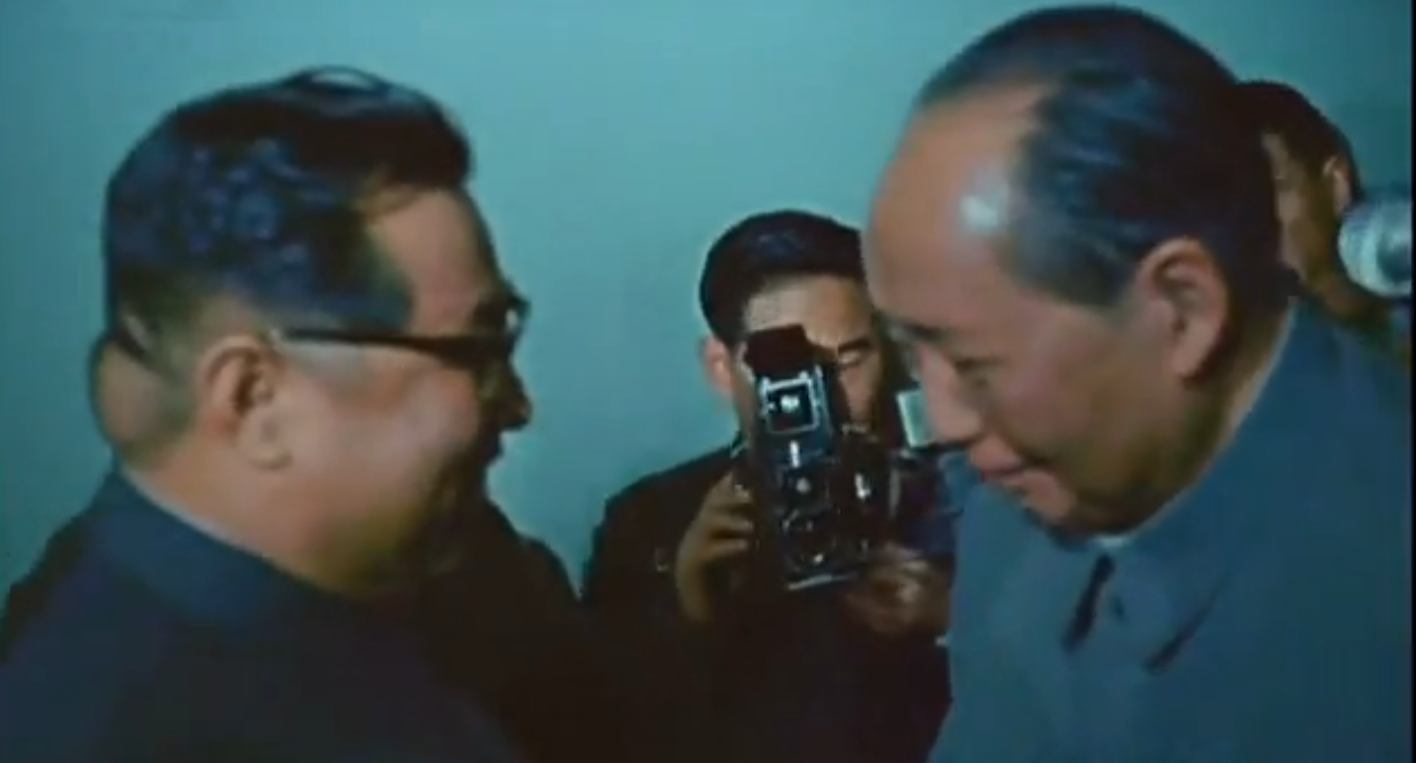
Kim Il-sung und Mao Zedong im Oktober 1970.

Kim Il-sung ernannte 1991 seinen Sohn Kim Jong-il zum Oberbefehlshaber der Koreanischen Volksarmee. Damit legte er die Grundlage für die erste kommunistische Dynastie der Welt. Nach dem Tod von Kim Jong-il am 17. Dezember 2011 herrscht mit dessen Sohn Kim Jong-un mittlerweile die dritte Generation der Familie in Nordkorea. Am 8. Juli 1994 um 2 Uhr morgens starb Kim Il-sung an einem Herzinfarkt in seiner Residenz Hyangsan Chalet (39° 58′ 19,4″ N, 126° 19′ 17,1″ O), nach nordkoreanischen Angaben in seinem Arbeitszimmer in Pjöngjang. Aus Satellitenaufnahmen ist bekannt, dass das Hyangsan Chalet nach Kim Il-sungs Tod zwischen 2004 und 2013 – das genaue Datum ist nicht bekannt – abgerissen und die Fläche bepflanzt wurde. Im ganzen Land ordnete man eine dreijährige Trauerzeit an. Am 20. Juli wurde Kim Jong-il zu seinem Nachfolger ernannt. Der „Große Führer“ hinterließ ein Land in Armut und Isolation. Sein Geburtstag ist Nationalfeiertag und wird jährlich als Tag der Sonne gefeiert. Im zum Mausoleum umgebauten Kumsusan-Palast in Pjöngjang ist sein Leichnam, der von einer Flagge der Partei der Arbeit Koreas umhüllt ist, aufgebahrt und kann dort besichtigt werden. 

## Die Schriften Kims und ihre Bedeutung
Die Reden und Schriften Kim Il-sungs erschienen in Nordkorea vom April 1992 bis Januar 2012 als 100-bändige Gesamtausgabe unter dem Titel Gesamtwerk Kim Il Sungs („김일성전집“) im Verlag der Partei der Arbeit Koreas.
Eine 50-bändige Auswahl erschien von 1979 bis April 1997 unter dem Titel Kim Il Sung Werke ebenfalls im Verlag der PdAK. Die Herausgabe der fremdsprachigen Ausgabe dieser Auswahl stammt vom Verlag für fremdsprachige Literatur. Die fremdsprachige Ausgabe der „Kim Il Sung Werke“ erscheint auf Arabisch, Chinesisch, Deutsch, Englisch, Französisch, Japanisch, Russisch und Spanisch und umfasst 50 Bände mit einem Registerband, der die Bände 1–35 erfasst.
Die Publikation der Memoiren Kim Il-sungs Mit dem Jahrhundert wurde in Nordkorea 1998 mit Band 8 abgeschlossen. Sie enthalten die Erinnerungen Kims vom Beginn seiner politischen Tätigkeit bis zur Rückkehr nach Korea 1945. Die nicht unmittelbar von ihm redigierten Bände 7 und 8 wurden nach seinem Tod auf Grundlage seiner Manuskripte erstellt. Mit dem Jahrhundert erscheint neben koreanisch ebenfalls auf Arabisch, Chinesisch, Deutsch, Englisch, Französisch, Japanisch, Russisch und Spanisch.
Nach offiziellen nordkoreanischen Angaben sollen Schriften Kim Il-sungs zu seinen Lebzeiten in 63 Sprachen in 108 Ländern erschienen sein. Die Schriften Kims haben in der nordkoreanischen Gesellschaft enorme, fast schon sakrale Bedeutung. Der Lernstoff an Schulen und Universitäten besteht zu einem großen Teil aus den Werken Kim Il-sungs. Oftmals müssen ganze Passagen auswendig gelernt werden. Auch in den Straflagern des nordkoreanischen Regimes müssen die Häftlinge – dem ehemaligen Lagerhäftling Kang Chol-hwan zufolge – Teile aus den Werken Kims auswendig lernen.

### Deutschsprachige Werkausgaben
- Kim Il Sung: Werke (50 Bände). Pjöngjang: Verlag für fremdsprachige Literatur, 1980–2009.
- Kim Il Sung: Ausgewählte Werke (7 von 8 Bänden, Band 3 wurde auf Deutsch nicht veröffentlicht). Pjöngjang: Verlag für fremdsprachige Literatur, 1975/76/96.
- Kim Il Sung: Reden und Aufsätze (Bände I/II). Frankfurt/M.: Verlag Roter Stern, 1971.
- Kim Il Sung: Ausgewählte Werke. Berlin (DDR): Dietz Verlag, 1988. ISBN 3-320-01226-6.
- Kim Il Sung:  Mit dem Jahrhundert. Erinnerungen (8 Bände). Pyongyang: Verlag für fremdsprachige Literatur, 1992–1998.

Seit 2010 wird vom Pjöngjanger „Verlag für fremdsprachige Literatur“ eine deutschsprachige Gesamtausgabe der Werke Kim Il Sungs herausgegeben, von der bis 2012 sechs Bände erschienen sind.

## Trivia
Eine tennisballgroße Wucherung am Hals von Kim Il Sung war nicht lebensbedrohlich, sie konnte jedoch auch nicht entfernt werden, da sie zu nah an der Halsschlagader oder den Halswirbeln lag.

## Filme
- Kim Il-sung (= Folge 1 der Serie The Dictator’s Playbook). 54-minütige Filmdokumentation von Mark Stevenson (Australien 2018).